# Stratocaching
Stratocaching je vědecký experiment a zároveň dobrodružná hra pro širokou veřejnost, spočívající v hledání předmětů vypuštěných ze stratosférického balónu. Jedná se o kombinaci dvou populárních aktivit: geocachingu a stratosférického balonového létání. 
Stratocaching je originální projekt, na jehož realizaci se podílely tyto subjekty: Talentcentrum Laborky (vývoj a realizace), Dataconsult/Taktiq (PR podpora), Technet (mediální partner), ČVUT (speciální antény), NetRex (stream videa), radioamatéři z APRS.cz (rádiové spojení) a ČHMÚ (expertíza, testy, místo startu). Hlavním sponzorem byla společnost ESET.

## 2013
První akce tohoto typu se která se uskutečnila dne 16. listopadu 2013. Z meteorologické stanice Praha-Libuš byl vypuštěn balón osazený kamerami, z jehož speciální gondoly se pak ve výšce 30 kilometrů uvolnily létající kapsle v podobě velkých javorových semínek s GPS trackerem (tzv. stratocache). Na zemi pak odstartovala geolokační hra o nalezení těchto „semínek“.
Do hry o nalezení stratocache se nakonec zapojilo přes 13 000 lidí a živý přenos videa z balónu sledovalo 220 000 diváků. 
Tato první hra skončila neúspěšně, neboť všechna semínka zamrzla a žádné tak neodeslalo svoje souřadnice. Podle komentářů účastníků bylo první semínko nalezeno  obyvatelem u místa dopadu, který dle pokynů na semínku telefonicky kontaktoval pořadatele. Další semínka byla nalezena náhodným pátráním v okolí takto zjištěných souřadnic.

## 2014
5. října proběhlo testování mobilní aplikace pro hlavní hru, kdy hráči měli najít a vyfotit QR kód na 12 keších předem umístěných v různých koutech Česka. 
Druhá akce se konala 25. října 2014. Opět z meteorologické stanice Praha-Libuš odstartoval balón s nákladem 12 "semínek" tentokrát vybavených i vyhříváním a různými druhy komunikace pro předání souřadnic (SMS přes GSM, RTTY, APRS, experimentální LoRA). Tento pokus provázela řada problémů, neboť vzájemné rušení všech zařízení, navíc podpořené nástřikem obalu Dropionu provedené na poslední chvíli,  způsobilo, že Dropion nepřijímal  signály GPS. Muselo se proto vypnout wi-fi spojení pro přenos obrazu, což umožnilo start alespoň na dva záložní systémy pro předávání polohy. Ve výšce 29 308 metrů balón neplánovaně prasknul. Jelikož hlavní systém stále neměl údaje o klesající výšce, došlo k vypuštění "semínek" až na časový signál ve výšce pouhých 4170 metrů. To způsobilo, že většina "semínek" spadla na poměrně malém prostoru jednoho pole u obce Lipany. 